# Фоли, Марта
Марта Фоли — американская писательница, вместе с супругом Уитом Бернеттом основавшая литературный журнал Story. Известна тем, что через этот журнал представила публике таких знаменитых авторов, как Джером Сэллинджер, Теннеси Уильямс и Ричард Райт.

## Детство
Фоли родилась в Бостоне, штат Массачусетс, 21 марта 1897 года в семье Уолтера и Маргарет М. К. Фоули. С 1909 по 1915 год она посещала Бостонскую латинскую школу для девочек и уже тогда стремилась стать писательницей. Школьный журнал опубликовал её первый рассказ "Jabberwock" («Бармаглот»), когда ей было одиннадцать лет. Ещё раньше, когда ей было семь лет, оба её родителя заболели и не могли ухаживать за ней, и она написала роман о счастливой девочке, которая попала в школу-интернат. Примерно в это же время она стала заядлой читательницей, увлекшись художественной литературой. Предполагается, что это заложило основу для её более поздних литературных достижений, и когда у неё развилось острое сочувствие к человеческому состоянию. После окончания «школы для девочек» она поступила в Бостонский университет, но не окончила его.

## Суфражистка и социалистка
Фоли стала активным участником как избирательного, так и социалистического движений. Она участвовала в демонстрации за избирательное право женщин, которая противостояла президенту Вудро Вильсону, когда он посетил Бостон 24 февраля 1919 года.

## Карьера и брак
Покинув Бостонский университет, Фоли стала журналисткой и иностранным корреспондентом ряда газет. Среди них были Boston Herald, San Francisco Record и New York Daily News. В 1925 году она познакомилась со своим будущим мужем Бернеттом в Сан-Франциско. В 1927 году она присоединилась к нему в Париже, где работала в Paris Herald и писала художественную литературу. Они поженились в Вене в 1930 году, а в следующем году родился их сын Дэвид (он умер в 1971 году). Фоли и её муж были страстно увлечены друг другом и литературой. В 1931 году она убедила его, что они должны выпустить журнал только для коротких рассказов. До замужества она была компаньонкой известного бывшего вундеркинда Уильяма Джеймса Сайдиса и объектом его безответной любви.

## ОснованиеStory
Цель нового издания состояла в том, чтобы публиковать короткие рассказы, превосходящие по качеству или каким-либо достоинствам то, что печаталось в основной массе коммерческих американских журналов. В основе этой установки лежала вера в то, что читатели и писатели способны на большее. За короткое время их журнал Story заметили. С момента первого выпуска, в 1931 году, тиражом всего 167 копий с мимеографа, журнал привлек всеобщее внимание. В 1932 году, всего через год, они вместе с журналом переехали в Нью-Йорк и заключили договор андеррайтинга с издательством Random House. Более того, к этому времени они знали широкий круг авторов коротких рассказов того времени.
Финансовая поддержка Random House создала условия, при которых тираж вырос до 25 000, читателям предлагались литературные услуги, и постоянно появлялись новые многообещающие авторы. Журналу Story приписывают первую публикацию и раннюю поддержку пантеона известных авторов, в том числе Джона Чивера, Карсон Маккалерс, Уильяма Сарояна, Трумэна Капоте, Нормана Мейлера и трех авторов, упомянутых во введении, среди прочих.